# Nadškof
Nadškof je naziv cerkvenega dostojanstvenika v krščanskih cerkvah, dejansko  škofa, ki vodi nadškofijo. Nadškof je glede na svojo nadškofijo tudi ordinarij, ostali škofje te nadškofije pa so pomožni škofje.
V Rimskokatoliški cerkvi novega nadškofa na predlog predstavnikov lokalne cerkve in apostolskega nuncija imenuje papež, ki odločitev sprejme po preučitvi primernih kandidatov, ponavadi so to duhovniki ali škofje, ki imajo poleg diplome teološke fakultete še višjo univerzitetno izobrazbo (magisterij, doktorat), ali pa izkušnje predavatelja teoloških, filozofskih, ter bibličnih ved.
Nadškofje in škofje so po stopnji posvečenosti vsi duhovniki in s tem na enaki ravni, razlikujejo se samo po zaupanih in dodeljenih upravnih funkcijah. 
Nadškof, ki opravlja naloge vodstva nadškofije, katera ima podrejene t.i. sufraganske škofije, nosi naziv nadškof metropolit.

## Škofovska umestitev
V katoliški cerkvi je prva stopnja podelitev zakramentov posvetitev v diakona, druga pa v duhovnika-mašnika.
Četudi je v slovenščini za škofovsko (tudi nadškofovsko) umestitev ustaljen izraz »škofovsko posvečenje«, gre za cerkveni obred sprejema pastirske službe, škofovskih znakov (insignij, tudi grba in škofovskega gesla oz. vodila), ki so identični tudi za nadškofe, sestavni del obreda pa je intronizacija. Slovesni obred pred občestvom, predstavniki  lokalne cerkve, drugih cerkva in civilnih oblasti vodi »škof posvečevalec« (pogosto tudi kardinal). V kolikor pripada bodoči škof ali nadškof enemu izmed cerkvenih redov, so pri slovesnosti navzoči tudi predstavniki oz. lokalni voditelji tega cerkvenega reda, npr. frančiškanov.
Posvetitev je zakrament, imenovanje in umestitev pa ne, vendar se včasih zmotno domneva, da so bili škofje, nadškofje, kardinali in papež posvečeni na ta mesta, dejansko pa so škofje ali nadškofje imenovani na mesto kardinala in zatem na konzistoriju umeščeni, ali na konklavah izmed kardinalov izvoljeni za papeža.

### Zunanji škofovski znaki (insignije)
Ob svečanih priložnostih, izven liturgične službe, je škof oblečen v črn talar, katerega robovi in gumbi so vijolične barve, na sebi ima vijolični pas (cingulum) in škofovsko čepico (pileolus) na glavi. Pas je simbol vzdržnosti in se ga nosi preko talarja. Simbola škofovske časti in pastirske službe sta tudi škofovski prstan ter križ na verižici okoli vratu (pektoral). Med mašo drži škof v roki škofovsko palico in ima na glavi mitro. Nadškofje imajo med mašo okoli vratu tudi palij (palium), poseben volneni šal, ki so ga prejeli od papeža.

### Sedisvakanca
V primeru izpraznitve nadškofovskega sedeža ne nastopi sedisvakanca v primeru, če ima nadškofija določenega škofa koadjutorja (pomožnega škofa s pravico nasledstva), ki ob prenehanju službe nadškofa takoj prevzame njegovo mesto.
V času sedisvakance vodstvo naškofije prevzame pomožni škof, če le-ta obstaja, sicer pa generalni vikar, dokler zbor škofijskih svetovalcev ne izvoli apostolskega administratorja (začasnega upravitelja nadškofije). Ta je običajno eden izmed duhovnikov iz zbora škofijskih svetovalcev.